# كيرياكوس ميتسوتاكيس
كيرياكوس ميتسوتاكيس (باليونانية: Κυριάκος Μητσοτάκης)‏ (4 مارس 1968 -)، هو سياسي يوناني يتولى رئاسة الديمقراطية الجديدة، وهو زعيم المعارضة منذ عام 2016 وحتى يوليو 2019. وفي 7 يوليو 2019، فاز بالانتخابات الوطنية لعام 2019 بأغلبية 158 مقعداً، ليصبح رئيساً لوزراء اليونان.

## النشأة والتعليم
ولد في أثينا وهو ابن رئيس وزراء اليونان السابق والرئيس الفخري للديمقراطية الجديدة كونستانتين ميتسوتاكيس وزوجته ماريكا. وفي وقت ولادته، كانت أسرته قد وضعت تحت الإقامة الجبرية من قبل المجلس العسكري اليوناني الذي أعلن أن والده شخص غير مرغوب فيه وسجنه ليلة الانقلاب. وفي عام 1968، بمساعدة وزير الخارجية التركي آنذاك إحسان صبري جاغلايانغيل، هربت الأسرة إلى تركيا، عندما كان كيرياكوس ميتسوتاكيس يبلغ من العمر سنة واحدة، من حيث انتقل بعد فترة إلى باريس ولم يكن بوسعها أن تعود إلى اليونان إلا في عام 1974، عندما استعيدت الديمقراطية. وفي وقت لاحق وصف ميتسوتاكيس الأشهر الستة الأولى من حياته بأنه سجن سياسي.
في عام 1986 تخرج من كلية أثينا. وفي الفترة من عام 1986 إلى عام 1990، التحق بجامعة هارفارد وحصل على درجة البكالوريوس في الدراسات الاجتماعية، وحصل على جوائز هوبيس وتوكيفيل. وفي الفترة من 1992 إلى 1993، التحق بجامعة ستانفورد وحصل على درجة الماجستير في العلاقات الدولية. وفي الفترة من عام 1993 إلى عام 1995، التحق بكلية هارفارد للأعمال حيث حصل على درجة الماجستير في إدارة الأعمال.

## روابط خارجية
- كيرياكوس ميتسوتاكيس على موقع مونزينجر (الألمانية)